# Odanacatib
Odanacatib, Entwicklungscode MK-0822, ist ein experimenteller Wirkstoff für die Behandlung von Osteoporose und Knochenmetastasen.

## Wirkmechanismus
Odanacatib blockiert selektiv das Enzym Cathepsin K. Dieses Enzym spielt bei dem Abbau der Knochenmatrix durch Osteoklasten eine Schlüsselrolle.
Der Wirkstoff wurde von MSD Sharp & Dohme entwickelt.

## Klinische Erprobung
Odanacatib ist kein zugelassenes Arzneimittel. Die Substanz befand sich in der klinischen Phase III zur Behandlung der Osteoporose. Bei durch Brustkrebs verursachten Knochenmetastasen war Odanacatib in der klinischen Phase II. 2016 gab MSD die Einstellung der weiteren Erprobung bekannt. Aufgrund eines erhöhten Risikos für Schlaganfälle wurde von einem Zulassungsantrag abgesehen.